# Köldyngbagge
Köldyngbagge (Aphodius arenarius) är en skalbaggsart som först beskrevs av Olivier 1789.  Köldyngbagge ingår i släktet Aphodius, och familjen bladhorningar. Enligt den svenska rödlistan är arten akut hotad i Sverige. Arten förekommer på Öland. Arten har tidigare förekommit i Götaland och Gotland men är numera lokalt utdöd. Artens livsmiljö är jordbrukslandskap.